# S/2003 J 18
S/2003 J 18 — нерегулярний супутник Юпітера.

## Відкриття
Відкритий у 2003 року Бретом Ж. Гладманом  (англ. Brett J. Gladman) та інш.

## Орбіта
Супутник проходить повний оберт навколо Юпітера на відстані приблизно 19 813 000 000 км.  Сидеричний період обертання становить 569,728 земних діб.  Орбіта має ексцентриситет ~0,1570.
S/2003 J 18 належить до 'групи Ананке', семеро головних супутників якої розташовані на відстані від 19,3 до 22,7  Гм від Юпітера. Нахил орбіти становить приблизно 145,7° -- 154,8° до екватора Юпітера.

## Фізичні характеристики
Супутник має приблизно 2 кілометри в діаметрі, альбедо 0,04. Оціночна густина 2,6 г/см³. Видима зоряна величина — 23,4m.